# Bring (efternamn)
Bring är ett efternamn, som burits av bland andra:
- Ebbe Bring (1733–1804), universitetslärare, kontraktsprost, riksdagsman
- Ebbe Gustaf Bring (1814–1884), biskop
- Ebbe Samuel Bring (1785–1855), universitetsrektor, professor i filosofi
- Erland Samuel Bring (1736–1798), matematiker, universitetsrektor
- Ernst Bring (1850–1933), advokat och försäkringsman
- Gustaf Bring (1876–1967), bergsingenjör, professor (Han tillhör dock inte släkten Bring)
- Jarl Bring (1896–1985), sjömilitär
- Johan Christofer Bring (1829–1898), teologie doktor, föreståndare för diakonissanstalt
- Johannes Bring (1863–1928), läkare
- Maj Bring (1880–1971) konstnär
- Olle Bring (född 1998), moderat politiker
- Ove Bring (född 1943), professor i folkrätt
- Ragnar Bring (1895–1988) teolog
- Richard Bring (1877–1936), jurist och ämbetsman
- Samuel Ebbe Bring (1879–1965), historiker
- Sven Bring (1707–1787) adlad Lagerbring, universitetsrektor, historiker, filosof
- Sven Casper Bring (1842–1931), översättare
- Sven Libert Bring (1826–1905), teolog
- Theofil Bring (1863–1925), teolog